# Wir sind anders, als ihr denkt: Der arabische Feminismus
Wir sind anders, als ihr denkt: Der arabische Feminismus ist der Titel eines feministischen Sachbuches der Autorin Claudia Mende. Das Buch erschien im September 2024 im Westend Verlag.

## Inhalt
Die Gesellschaften der arabischen Welt befinden sich in einem massiven Wandel, der auch Frauen, ihre Rolle in der Gesellschaft und in der Familie betrifft. Mende führt zahlreiche Interviews und lässt die Frauen selbst zu Wort kommen, sie zeigt ihre Lebenswelt und ihren Kampf für Freiheit und Gleichberechtigung. In allen arabischen Ländern sind Frauen im öffentlichen Raum immer stärker präsent und fordern ihre Rechte ein. Es gibt aber nicht die eine arabische Welt, jedes arabische Land hat seine Eigenheiten, seine eigenen Gesetze, gesellschaftlichen Gegebenheiten und seine wirtschaftliche Kraft – die höchst unterschiedlich sein können. So ist in Tunesien die rechtliche Gleichstellung beinahe erreicht, während die Gesetze Saudi-Arabiens Frauen beträchtlich diskriminieren.
Das Buch gliedert sich in mehrere Kapitel:
Kapitel 1. Die Anfänge: Hoda Shaarawi und der Aufbruch der Frauen
In diesem Kapitel wird die bereits 100-jährige Geschichte des arabischen Feminismus vor allem in Ägypten beschrieben und ihre wesentlichen Protagonistinnen wie Shaarawi. Es wird aufgezeigt, welche Rechte Frauen sich Schritt für Schritt erkämpft haben.
Kapitel 2. Staatsfeminismus: Frauenrechte von oben
Nach der Unabhängigkeit hatten einige Staaten das Bedürfnis, sich grundlegend zu modernisieren, darunter auch die gesetzlichen Regelungen, die Frauen betreffen. Besonders in Tunesien war zu beobachten, dass ausgehend vom Machthaber viele frauenfreundliche Gesetze erlassen wurden. Wenn diese aber im Gegensatz zu den Wünschen von Frauen standen, konnten die Autokraten auch hart durchgreifen.
Kapitel 3. Die Arabellion von 2011 – eine neue Etappe
Frauen spielten in den Aufständen des arabischen Frühlings eine entscheidende Rolle, und das obwohl sie ein noch größeres Risiko als die Männer eingingen. Mende porträtiert einige Frauen, ihre Vorstellungen und ihren Kampf in der Arabellion, aber auch die Veränderung in den Frauenrechten, die angestoßen wurden.
Kapitel 4. Knackpunkt Familienrecht
Das Familienrecht in arabischen Ländern ist ein Mix aus dem Code Napoleon und den Vorschriften des islamischen Rechts. Welche Rechtsauslegung wichtiger ist, ist von Land zu Land unterschiedlich. Dieses Recht betrifft Frauen besonders bei Heirat, Scheidung oder Sorgerecht. Dies betrifft nicht nur Musliminnen, auch arabische Christinnen sind von der konservativen Rechtsauslegung ihrer Kirchen betroffen. Auch die Kirchen orientieren sich an einer sehr konservativen Auslegung, die Männer begünstigt. In konservativeren Ländern ist auch durchaus noch der (männliche) Vormund für Frauen üblich. Das Erbrecht ist auch männlich orientiert.
Kapitel 5. Sexuelle Selbstbestimmung
Sexualität ist in der arabischen Welt stark tabuisiert, das betrifft Frauen besonders: Jungfräulichkeit vor der Ehe ist noch immer wichtig, Abtreibung in nahezu allen Ländern verboten, und offen homosexuell zu leben steht in den meisten arabischen Ländern unter Strafe. Die gesellschaftliche Ächtung kann immens sein. Dies betrifft Musliminnen genauso wie Christinnen. Das war aber nicht immer so: Bis weit in das 19. Jahrhundert war die arabische Welt deutlich liberaler als Europa, hat dann aber die konservativen Normen der Kolonialisten übernommen und seitdem beibehalten.
Kapitel 6. Gewalt gegen Frauen
Gewalt gegen Frauen ist weit verbreitet. Sie reicht von sexistischen Sprüchen, strukturellen Benachteiligungen, Zwangsarbeit, Vergewaltigung und sexuellem Missbrauch bis zu Gewalt in Familien und Ehrenmorden. Aber auch hier regt sich Widerstand: Besonders in Jordanien und Ägypten ist das Thema kein Tabu mehr, und die Gesetze ändern sich langsam.
Kapitel 7. Feministischer Islam
Viele arabische Frauen sind Muslima und Feministin – das ist für sie kein Widerspruch. Mehr und mehr kämpfen sie dafür, den Islam feministisch zu interpretieren und den Koran aus Frauensicht zu lesen. Viele junge Menschen wollen ihren Glauben mit einem modernen Leben vereinbaren. Es gibt auch vereinzelt bereits Predigerinnen in den Moscheen, allerdings nur für Frauen.
Kapitel 8. Der Westen und die Frauenrechte: Koloniale Lasten
Das Motiv der „Befreiung“ der östlichen Frau spielte eine zentrale Rolle im Kolonialismus und wurde häufig als Feigenblatt benutzt, um die Unterwerfung der Völker zu legitimieren. Oft ging es dabei um die Kopfbedeckung, in Bildung und Frauenrechte wurde nicht investiert, damit war der Nutzen für Frauenrechte limitiert. Porträtierte Frauen bestätigen, dass Frauenrechte aus dem Inneren der Gesellschaft wachsen und die Unterstützung ihrer Gesellschaften haben müssen, um langfristig erfolgreich zu sein, und nicht von außen verordnet werden können.
Kapitel 9. Veränderte Lebenswelten: Frauen auf dem Vormarsch – und was ist mit den Männern?
Frauen, vor allem junge Frauen, verändern sich bereits stark, während viele Männer noch im konservativen Denken verhaftet sind. Mende vergleicht die heutigen Verhältnisse und den Status der Frauen in der arabischen Welt mit den Denkweisen der 1950er und 1960er Jahre in Europa.

## Wirkung und Rezeption
Abdul-Ahmad Rashid meinte im Deutschlandfunk, dass Claudia Mende ein spannendes und informatives Buch über den Feminismus in der arabischen Welt geschrieben hat. Mende führe ihre Leser in diese Welt ein, zeige deren Geschichte auf, aber auch wie heterogen die unterschiedlichen Länder Arabiens in Bezug auf Frauenrechte und Kultur sind. Die Frauen in der arabischen Welt würden ihren Kampf für ihre Rechte und ihre Freiheiten auf zwei Ebenen führen: erstens gegen ihre eigenen Gesellschaften und deren patriarchale Strukturen, die Gewalterfahrungen und die sexuelle Unterdrückung, zweitens auch gegen die Vorstellungen des Westens und deren eingeschränkte Sicht auf arabischen Frauen.
Ulrike Timm schrieb im DF Kultur, Mende zeige viele Begegnungen mit Frauen der arabischen Welt und auch wie schief das westliche Bild ist. Frauen seien keine Duckmäuser unter dem Kopftuch, sondern selbstbewusste Aktivistinnen.
In der Frankfurter Rundschau stellte Ursula Rüssmann fest, es gehe in dem Buch um Geschlechtergerechtigkeit in vielen Facetten, wie Bildungszugang, sexuelle Selbstbestimmung, Erbrecht und Ähnliches. Viele engagierte Frauen würden in der arabischen Welt für ihre Rechte selbstbewusst kämpfen, diese Frauen warten keineswegs darauf, dass der Westen sie erlöse.
Martina Scherf ist in der Süddeutschen Zeitung der Auffassung, dass Mende in ihrem Buch überraschende Perspektiven bietet, sie schreibe von Anwältinnen, Richterinnen, Bürgermeisterinnen, Parlamentsabgeordneten, Wissenschaftlerinnen, Sozialarbeiterinnen und Bloggerinnen im arabischen Raum und nicht von den Stereotypen, die hierzulande über arabische Frauen vorherrschen. Der gesellschaftliche Wandel finde statt, wenn auch langsam. Arabische Frauen würden für ihre Rechte eintreten und langsam Justizreformen in ihren Ländern anstoßen.
Christine Tragler meint im Südwind Magazin, dass überall auf der Welt Frauen gegen männliche Dominanz aufbegehren, so auch im arabischen Raum. Je nach Land wären die Strategien unterschiedlich und so vielfältig wie die einzelnen arabischen Gesellschaften. Der arabische Feminismus blicke auf eine mehr als hundertjährige Gesellschaft zurück, Mende gebe dazu einen guten Überblick. Seit dem Arabischen Frühling finde in allen Ländern ein massiver gesellschaftlicher Wandel statt, so auch für die Frauen.
Der Westfälische Anzeiger sagt, dass Mende in ihrem Buch nicht über arabische Frauen berichtet, sondern diese selbst zu Wort kommen lässt.

## Ausgaben
- Claudia Mende: „Wir sind anders, als ihr denkt“: Der arabische Feminismus. 1. Auflage. Westend Verlag, Frankfurt am Main 2024, ISBN 978-3-86489-463-3.